# Atoconeura biordinata
Atoconeura biordinata е вид водно конче от семейство Libellulidae. Видът не е застрашен от изчезване.

## Разпространение
Разпространен е в Демократична република Конго, Замбия, Зимбабве, Кения, Малави, Мозамбик и Танзания.